# Сомпху
Сомпху (лаос. ພະເຈົ້າຊົມພູ; 1486–1501) — п'ятнадцятий правитель королівства Лансанг.
Був єдиним сином короля Ла Сен Таї, здобув домашню освіту, зійшов на трон 1495 року після смерті батька.
Хроніки, в яких згадується Сомпху, належать до старовинних анналів королівства Лансанг, держав Ланна, Аюттхая та Бірма, й усі вони суперечать одне одному. Зокрема хроніки Лансангу перекладались іншими мовами та тлумачились по різному, що спричинило дискусії з приводу правдивості тих історичних джерел. Більшість дослідників вважають, що до оригінальних текстів навмисне вносились зміни, щоб не висвітлювати ті чи інші події з метою возвеличення власної держави. Окрім того, дослідникам вкрай важко встановити хронологію та чітку послідовність подій і правителів у той період історії королівства Лансанг. Тому події та дати біографії Сомпху не можуть бути цілком достовірними.

## Біографія
Народився 1486 року у столиці Лансангу, а вже 1495 зійшов на трон (у 9-річному віці). Регентом при малолітньому Сомпху став його дядько Вісунарат, молодший брат Ла Сен Таї та його головний міністр. За два роки свого регентства Вісунарат збудував великий храм для зберігання праху свого брата. 1497 року Сомпху був коронований. Вісунарат продовжував бути регентом і головним міністром до 1500 року, після чого за згоди двору повалив свого небожа та зайняв трон.
Сомпху помер 1501 у 15-річному віці. Якихось визначних подій за п'ять років його правління зафіксовано не було.